# Rue Saint-Honoré
Koordinaten: 48° 52′ N, 2° 20′ O
Die Rue Saint-Honoré in Paris ist eine der ältesten Straßen der Stadt. Sie verläuft parallel zur Rue de Rivoli.

## Verlauf
Die Rue Saint-Honoré beginnt an der Rue des Halles 21, durchquert im 1. Arrondissement und 8. Arrondissement
- das Quartier des Halles (Nr. 33 bis 149 und 2 bis 170)
- das Quartier du Palais-Royal (Nr. 151 bis 197 und 182 bis 296)
- das Quartier de la Place Vendôme (Nr. 199 bis 271 und 298 bis 404)
- das Quartier de la Madeleine (Nr. 273 bis 283 und 408 bis 422)

und endet nach 1840 Metern an der Rue Royale 14.
An ihrem östlichen Ende geht sie in die Rue des Halles über, an ihrem westlichen Ende in die Rue du Faubourg Saint-Honoré, und ist damit die nur lokal bedeutende Straße nördlich der Seine nach Saint-Ouen und Argenteuil, bevor sie auf Beschluss Napoleons (1801) durch die Rue de Rivoli (als Teil der Grande Axe) wenige Meter weiter südlich ersetzt wurde.
Auf ihren 1,8 Kilometern quert die Rue Saint-Honoré vor allem
- die Rue du Louvre
- die Avenue de l’Opéra
- die Rue de Castiglione (die zur Place Vendôme führt)

Ihren Namen hat die Rue Saint-Honoré nach der Stiftskirche Saint-Honoré bzw. dem Kloster Saint-Honoré, die sich zwischen der Rue Jean-Jacques Rousseau und der Rue des Bons Enfants befanden.

## Geschichte

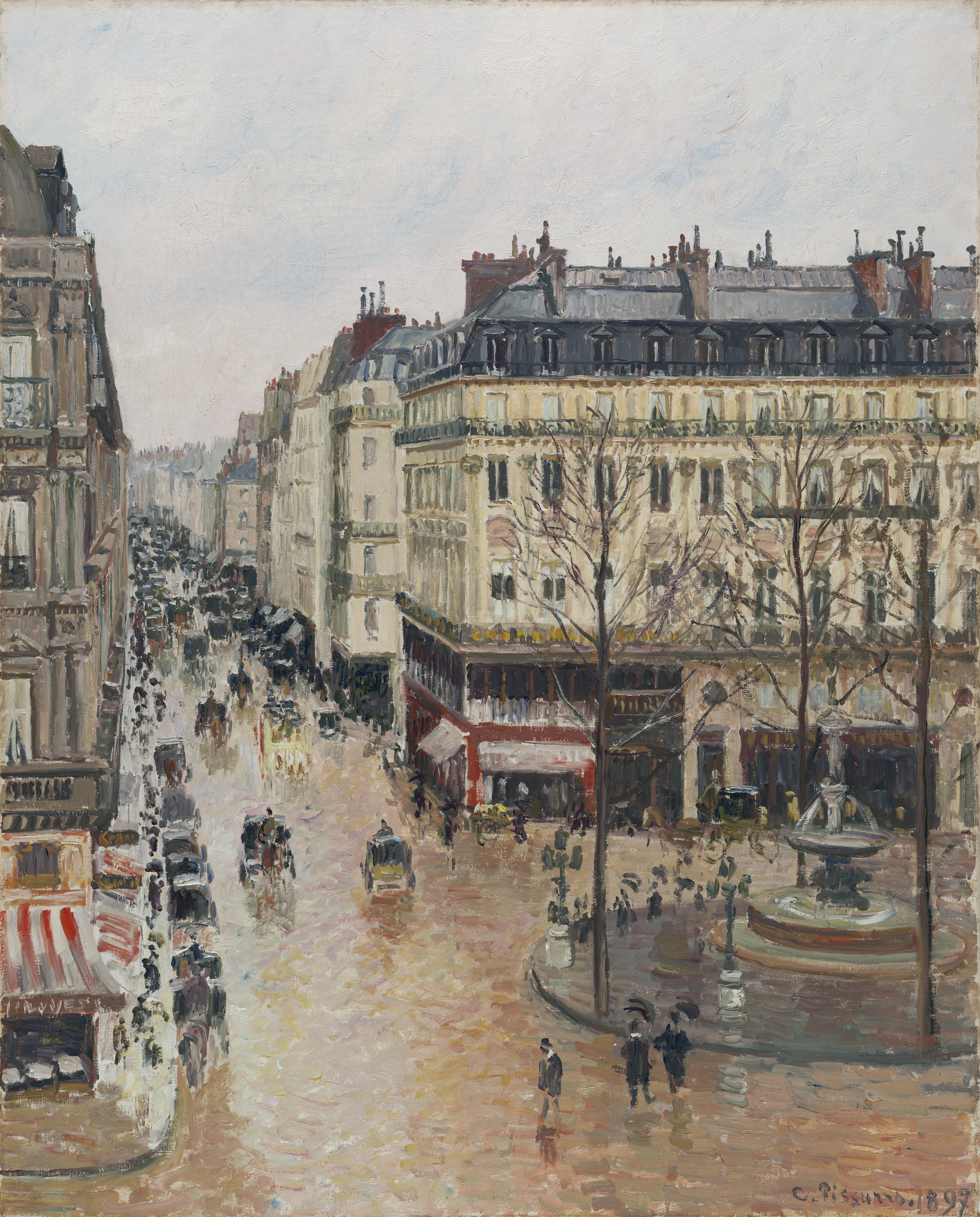
Camille Pissarro: Rue Saint-Honoré am Nachmittag bei Regen, 1897, Museo Thyssen Bornemisza, Madrid

Die Rue Saint-Honoré war ursprünglich ein einfacher Weg nach Saint-Ouen, Argenteuil, Le Roule und Neuilly-sur-Seine, und hatte dabei (aufgrund des Verlaufs der Seine) keinerlei überregionale Bedeutung. Erst im 12. Jahrhundert, nach der Einrichtung der Hallen, begann ihre Entwicklung. Sie verlängerte die Rue de la Ferronerie nach Westen und endete an der Porte Sainte-Honoré (der alten bzw. der neuen), ab 1634 dann an der Rue Royale.
Dabei trug sie in der Vergangenheit folgende Namen:
- Zwischen der Rue de la Lingerie und der Rue de la Tonnellerie hieß sie von 1300 bis ins 17. Jahrhundert hinein Rue de la Chausseterie.
- Zwischen der Rue de la Tonnellerie und der Rue de l’Arbre Sec hieß sie Rue du Chastieu Festu (1300) oder Rue du Château Fêtu.
- Zwischen der Rue de l’Arbre Sec und der Rue du Rempart (nicht mehr existent) hieß sie im 13. und 14. Jahrhundert
  - Rue de la Croix du Trahoir/Tiroir
  - Rue du Traihoir/Traihouer/Trayoir/Trahoir/Triouer/Trioir.

1450 wurde sie Rue de la Chaussée Saint-Honoré genannt.
- Zwischen der Rue du Rempart und der Rue Royale hieß sie
  - Chemin de Clichy (1204)
  - Grand Chemin Saint-Honoré (1283)
  - Chaussée Saint-Honoré (1370)
  - Grand Chemin de la Porte Saint-Honoré (1392)
  - Chemin Royal (1393)
  - Nouvelle Rue Saint-Louis (1407)
  - Grand’rue Saint-Louis (1421)
  - Rue Neuve Saint-Louis (1430)
  - Grand’rue du Faubourg Saint-Honoré (1609)
  - Chaussée Saint-Honoré (1634)
  - Rue Neuve Saint-Honoré (1638)

1966 wurde der Teil zwischen dem Palais Royal, dem Théâtre Français und der Place André Malraux in Place Colette umbenannt.

## Bauten an der Rue Saint-Honoré

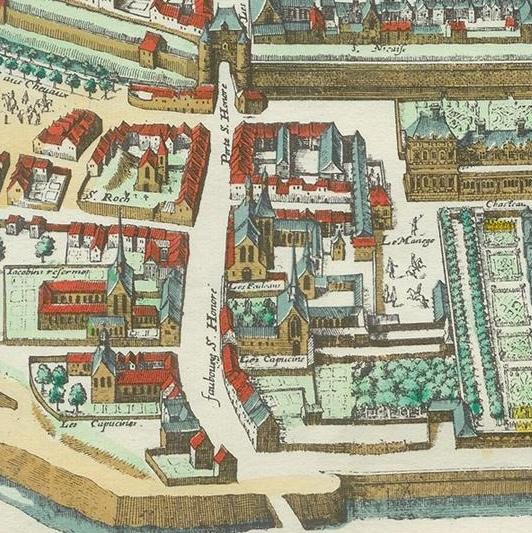
Teil der Rue Saint-Honoré, Zeichnung, 1615

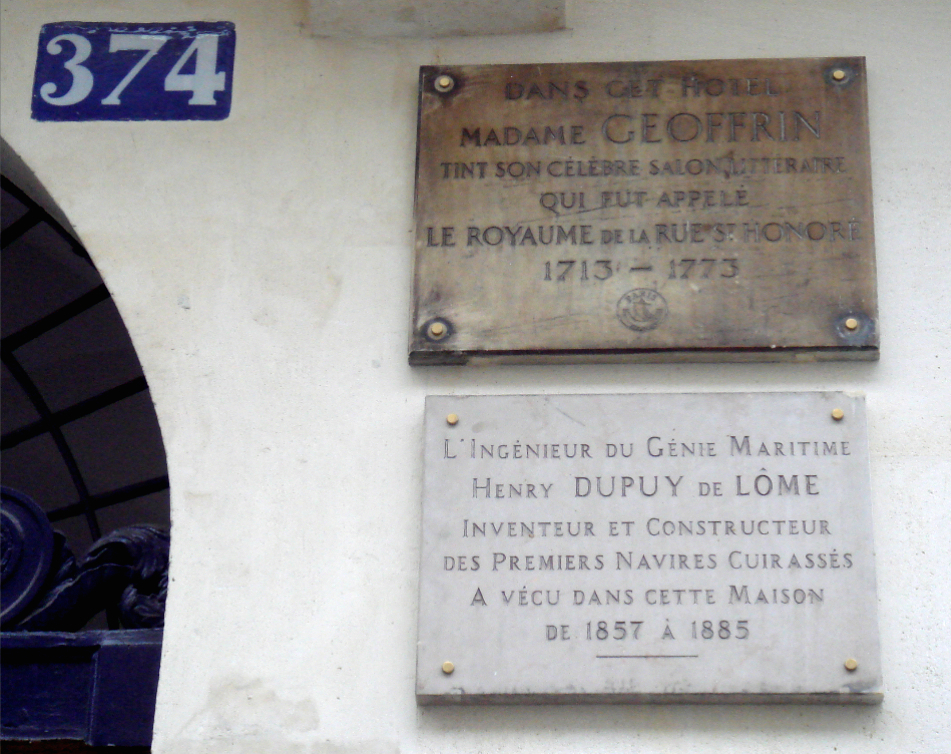
Henri Dupuy de Lôme lebte von 1857 bis zu seinem Tod 1885 an der Rue Saint-Honoré Nr. 374.

- (nicht mehr existent) Die Südseite der Hallen zwischen der Rue de la Lingerie und der Rue de la Tonnellerie
- (nicht mehr existent) Das Geburtshaus Molières (Nr. 90)
- (nicht mehr existent) Die alte Porte Sainte-Honoré (Nr. 111), auch Porte aux Aveugles (Blindentor, siehe unten) genannt
- Fontaine de la Croix du Trahoir (Nr. 111)
- Temple Protestant de l’Oratoire du Louvre (Nr. 145)
- Reste der Stadtmauer Philipp Augusts (Nr. 146, 148, 150)
- Das (später verlegte) Blindenheim Quinze-Vingts (an der Südseite der Place Colette)
- (nicht mehr existent) Die neue Porte Saint-Honoré (Nr. 161)
- Café de la Régence (Nr. 161)
- (nicht mehr existent) Die Kirche Saint-Honoré (zwischen der Rue Croix des Petits-Champs und der Rue des Bons-Enfants)
- Palais Royal (Nr. 204) und Comédie-Française
- Hôtel Pussort, 1715 ersetzt durch das Hôtel de Noailles, später Hôtel de Bertin (Nr. 211), die Reste sind heute in das Hôtel Saint-James et Albany integriert
- Eglise de l’Assomption (Nr. 263, 265)
- St-Roch (Nr. 284)
- (nicht mehr existent) Das Jakobinerkloster (Nr. 328), das während der Revolution den Klub der Jakobiner beherbergte.
- Hôtel Vendôme (Nr. 360/364)